# Fistule bronchopleurale
Une fistule bronchopleurale (ou fistule bronchique) est une communication anormale entre l'arbre bronchique et la plèvre. 

## Étiologie
Il s'agit le plus souvent d'une complication d'une intervention de chirurgie thoracique (lobectomie pulmonaire ou surtout pneumonectomie). 

## Clinique
Une fistule peut être de diagnostic fruste au début, puis se traduit par un empyème auquel est souvent associée une pneumopathie.

## Traitement
Le traitement repose sur le drainage en urgence du pyothorax, l'instauration d'une antibiothérapie, puis en général une chirurgie de réparation. Un traitement endoscopique peut aussi être envisagé.